# Bibi Khanoum Astarabadi
Bibi Khānoum Astarābādi (persan : بی بی خانوم استرآبادی)‎ (1858/9–1921) est une célèbre écrivaine et satiriste iranienne. Elle fut une pionnière du droit des femmes en Iran.

## Biographie
Bibi Khanoom est la fille de Mohammad Baqer Khan Astarabadi, un notable d'Astarabad (actuelle Gorgan) et de Khadijeh Khanom (خديجه خانم), connue sous le nom de Mollah Bāji (ملاباجی), femme de compagnie de Shokuh ol-Saltaneh (شکوه السلطنه), l'épouse de Nasser al-Din Shah Qajar. Khadijeh porte le titre de Mollah probablement parce qu'elle était chargée de l'éducation des enfants de son employeur.
A 22 ans, Bibi Khanoom épouse Musa Khan Vaziri, un haut fonctionnaire de la Brigade cosaque persane. Ils auront sept enfants, parmi lesquels le Colonel Ali-Naqi Vaziri (musicologue, compositeur et fondateur de l'Académie de Musique d'Iran et de l'Orchestre National d'Iran) et Hasan Vaziri (un peintre).
Elle est l'une des figures majeures de la révolution constitutionnelle iranienne de la fin du XIXe siècle et du début du XXe. Elle fonde en 1907 la première école pour filles de l'époque moderne iranienne et écrit de nombreux articles pour les droits des femmes à l'éducation. Ses articles paraissent dans de nombreux journaux comme Tamaddon (تمدن - Civilisation), Habl al-Matin (حبل المتين - Corde Solide) and Majles (مجلس - Parlement).
Elle est également connue pour son livre Ma'ayeb al-Rejal (معايب الرجال - Echecs des Hommes), une réponse critique à un pamphlet anonyme Ta'deeb al-Nesvan (تاديب النسوان - Education des Femmes). Publié en 1895, onze ans avant l'inauguration par décret du système monarchique constitutionnel iranien, le livre est considéré comme la première déclaration pour les droits des femmes en Iran.

## École pour filles
En 1907, Bibi Khanoom fonde chez elle la première école pour fille de Teheran. Non seulement les jeunes filles, mais également leur mère, assistent aux cours, ces dernières trouvant là une occasion unique d'éducation pour la première fois de leur vie. Si l'école dispose de pupitres et de matériel, elle reste une structure temporaire dans un espace résidentiel.
L'école enseigne, entre autres, l'arabe, l'arithmétique, la cuisine, la géographie, l'histoire, le droit, la musique, la littérature perse et la religion. Il faudra attendre trente ans pour qu'en 1936, 12 femmes soient admises à l'Université de Teheran.
L'Ecole pour Filles survivra 22 ans à la mort de Bibi Khanoom en 1921, dans la maison même où elle fut créée. En 1934, la famille vendra le site pour 25 000 tumans.

## Ma'ayeb al-Rejal(معايب الرجال - Échecs des Hommes)
En 1895, un des princes de la cour de Qajar publie un petit livret : Ta'deeb al-Nesvan (تاديب النسوان - Éducation des Femmes). Ce prince "devait tellement craindre sa femme qu'il n'eut pas le courage de le signer de son nom", selon Ebrahim Nabavi. 

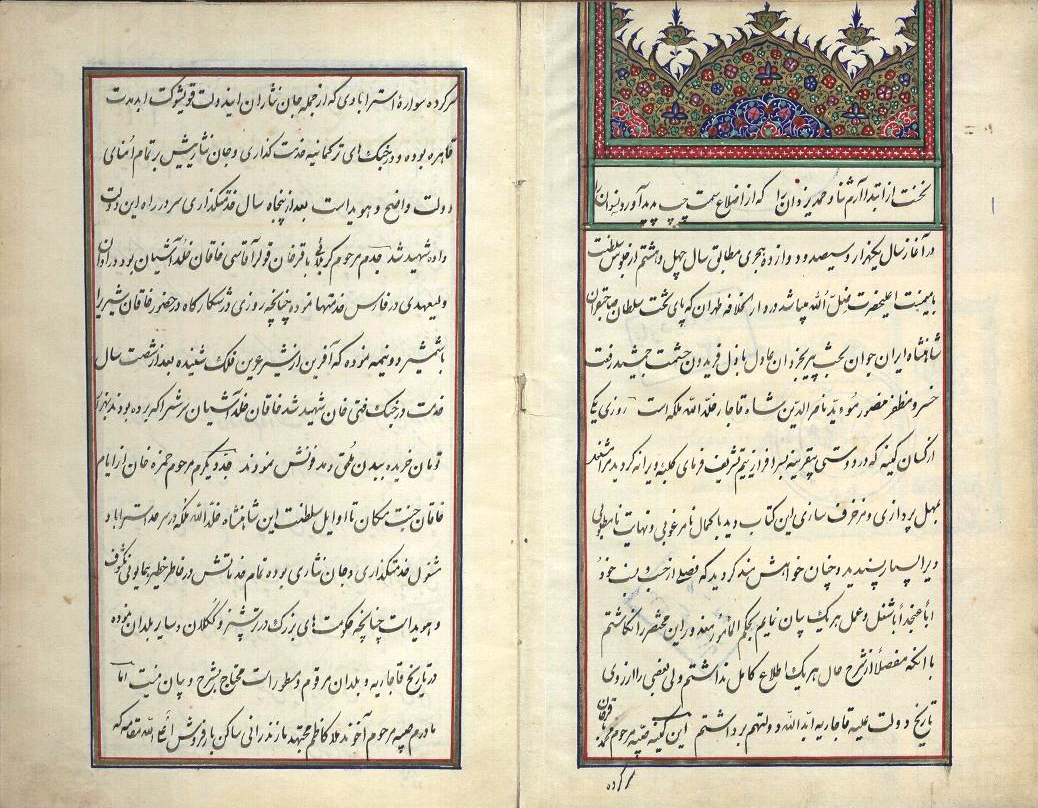
Une page du manuscrit "Ma‘ayib al-rijal", écrit par Bibi Khanoom Astarabadi en 1894.

Le livret est destiné à "éduquer" les femmes et égrène des idées telles que : 
1. Une femme est comme un enfant qui doit être éduqué par un homme
2. Le salut de la femme est conditionné à son obéissance absolue à son mari
3. Une femme ne doit jamais demander une faveur à son époux ; seul l'homme peut daigner faire une faveur à sa femme
4. L'objectif du mariage est de satisfaire les désirs sexuels de l'homme
5. Une femme ne doit pas parler à table
6. Une femme doit marcher doucement

Choquée, Bibi Khanoom répond en écrivant Ma'ayeb al-Rejal (معايب الرجال - Échecs des Hommes). Le livre est constitué de deux parties. Dans la première, Bibi Khanoom répond directement au livret machiste et dans la deuxième, elle décrit les conditions prévalant dans les réunions masculines de son temps.